# Sigrun Wodars

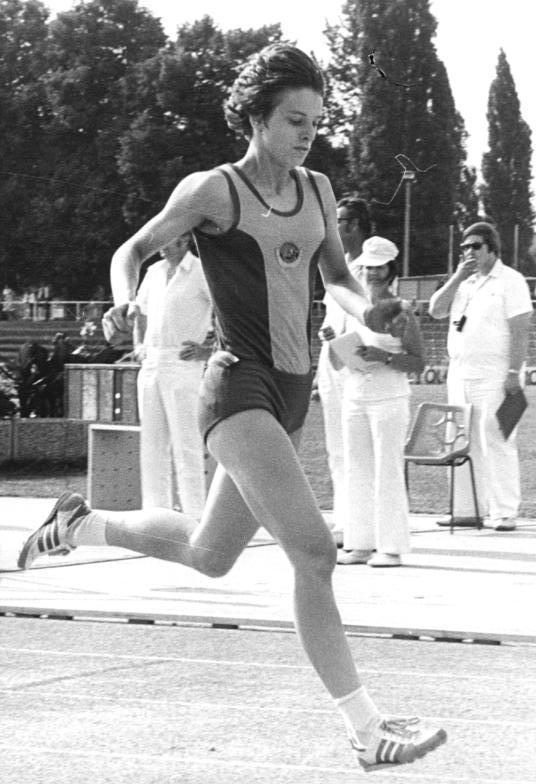
Sigrun Wodars 1982.

Sigrun Wodars, de soltera Ludwigs, posteriormente Grau - (Neu Kaliß, Alemania Oriental, 7 de noviembre de 1965) es una atleta alemana especialista en los 800 metros que fue campeona olímpica, mundial y europea de esta prueba.
Su salto a la élite internacional se produjo en 1986, cuando se proclamó campeona de Europa en pista cubierta en Madrid y fue 2ª en los Campeonatos de Europa al aire libre de Stuttgart, tras la soviética Nadezhda Olizarenko.
En 1 de febrero de 1987 logró batir en Viena el récord mundial de los 800 metros en pista cubierta con 1:58,42 Sin embargo poco después fue derrotada en los Campeonatos de Europa en pista cubierta de Liévin por su compatriota Christine Wachtel.
Ya en el verano Wodars logró tomarse la revancha en los Campeonatos del Mundo al aire libre de Roma, venciendo a Wachtel por un estrecho margen. Su marca de 1:55,26 fue la mejor del mundo ese año y era la 6.ª de todos los tiempos, además de la mejor en toda su carrera deportiva.
Ambas atletas volvieron a encontrarse en los Juegos Olímpicos de Seúl 1988, y de nuevo el triunfo correspondió a Sigrun Wodars (1:56,10), mientras que Christine Wachtel fue 2ª (1:56,64) y la estadounidense Kim Gallagher 3ª (1:56,91)
En los Campeonatos de Europa de Split 1990 logró el único título que le faltaba en su palmarés, ganando el oro con una gran marca de 1:55,87 la mejor del ranking mundial del año, y de nuevo derrotando a Christine Wachtel por un estrecho margen.
Tras ese año Wodars no volvería a lograr resultados destacables. Se divorció y volvió a casarse, participando en los Mundiales de Tokio 1991 con su nuevo apellido Grau, así como en los Juegos Olímpicos de Barcelona 1992, aunque en ambos casos no logró pasar a la final. Tras los Juegos de Barcelona se retiró del atletismo debido a las sospechas de dopaje.
Su carrera deportiva tuvo un final escandaloso en 1992. Tras un control antidopaje por sorpresa realizado en enero de ese año mientras entrenaba en Sudáfrica con otras atletas de su país, se descubrió que las muestras de orina de cuatro atletas (Katrin Krabbe, Grit Breuer, Sigrun Grau y   Möller) eran idénticas, prueba inequívoca de una manipulación en las muestras.
La Federación Internacional de Atletismo (IAAF) ordenó su inhabilitación inmediata, lo que en la práctica supuso el final de las carreras deportivas de todas ellas, salvo de Grit Breuer que volvió a competir después de cumplir la sanción.
Sigrun Wodars fue una de las mejores atletas alemanas de los años 1980, y toda su carrera deportiva estuvo marcada por la gran rivalidad con su compatriota Christine Wachtel, con la que mantuvo intensos duelos que casi siempre se resolvían por unas pocas centésimas. Curiosamente Wachtel solía ganar en las competiciones previas a los grandes eventos, pero en estos siempre terminaba ganando Wodars.
Actualmente reside en Neubrandenburgo y trabaja como fisioterapeuta.

## Resultados
| Año  | Competición                  | Lugar               | Puesto | Marca   |
| ---- | ---------------------------- | ------------------- | ------ | ------- |
| 1986 | Campeonatos de Europa Indoor | Madrid, España      | 1º     | 1:59,89 |
| 1986 | Campeonatos de Europa        | Stuttgart, RFA      | 2º     | 1:57,42 |
| 1987 | Campeonatos de Europa Indoor | Liévin, Francia     | 2º     | 2:00,50 |
| 1987 | Campeonatos del Mundo        | Roma, Italia        | 1º     | 1:55,26 |
| 1988 | Juegos Olímpicos             | Seúl, Corea del Sur | 1º     | 1:56,10 |
| 1989 | Copa del Mundo               | Barcelona, España   | 2º     | 1:55,70 |
| 1990 | Campeonatos de Europa        | Split, Yugoslavia   | 1º     | 1:55,87 |